# Мешковиці (Опольське воєводство)
Мешковиці (пол. Mieszkowice) — село в Польщі, у гміні Прудник Прудницького повіту Опольського воєводства.
Населення — 451 особа (2011).

## Демографія
Демографічна структура станом на 31 березня 2011 року:
|          | Загалом | Допрацездатний вік | Працездатний вік | Постпрацездатний вік |
| -------- | ------- | ------------------ | ---------------- | -------------------- |
| Чоловіки | 236     | 55                 | 152              | 29                   |
| Жінки    | 215     | 36                 | 117              | 62                   |
| Разом    | 451     | 91                 | 269              | 91                   |